# Disneyland Railroad Paris
| |                           |                     |                     |
| Streckenlänge: | 3,0 km                    |                     |                     |
| Spurweite: | 914 mm (engl. 3-Fuß-Spur) |                     |                     |
| Streckengeschwindigkeit: | <30 km/h                  |                     |                     |
| |                           |                     |                     |
| \| \| \| \| \| \| \| \| \| \| \| \| \| Fantasyland \| \| \| \| \| Discoveryland \| \| \| \| \| Betriebswerkstatt \| \| \| \| \| Main Street, U.S.A. \| \| \| \| \| Frontierland Depot \| \| \| \| \| \| \| \| \| \| \| \| |                           |                     |                     |
| Strecke von links · Strecke von rechts |                           |                     |                     |
| Brücke · Bahnübergang |                           |                     |                     |
| Haltepunkt / Haltestelle · Strecke |                           | Fantasyland         | Fantasyland         |
| Tunnel · Haltepunkt / Haltestelle |                           | Discoveryland       | Discoveryland       |
| Abzweig geradeaus und nach rechts · Strecke |                           | Betriebswerkstatt   | Betriebswerkstatt   |
| Strecke geradeaus · Haltepunkt / Haltestelle |                           | Main Street, U.S.A. | Main Street, U.S.A. |
| Bahnhof · Strecke |                           | Frontierland Depot  | Frontierland Depot  |
| Bahnübergang · Tunnel |                           |                     |                     |
| Strecke nach links · Strecke nach rechts |                           |                     |                     |

Die Disneyland Railroad Paris ist eine schmalspurige Parkeisenbahn im Disneyland Paris.

## Eisenbahninfrastruktur
Die Strecke ist ein eingleisiger Rundkurs in der Spurweite von 3 Fuß (914 mm). Sie enthält keine Anlagen, um Zugkreuzungen oder Überholungen zu ermöglichen.
Die Zugsicherung erfolgt über Streckenblock mit Lichtsignalen, die Abfertigung der Züge sowohl durch mitfahrendes als auch durch in den Haltepunkten stationiertes Personal.
Vier Haltepunkte liegen an der Strecke: Main Street, USA, Frontierland Depot, Fantasyland und Discoveryland sowie eine Werkstatt zum Unterhalt der Züge. Main Street, USA ist ein Haltepunkt in Hochlage, der gegenüber dem Eingang zum Disneyland Park, über der Hauptstraßenachse errichtet wurde und das größte Empfangsgebäude der Anlage aufweist.

## Fahrzeuge
Es gibt vier Züge, alle im Western-Design, aber mit jeweils unterschiedlichem Farbschema, die immer als geschlossene Einheit verkehren. Sie werden von ölgefeuerten Dampflokomotiven mit den Namen W.F. CODY, C.K. HOLLIDAY, G. WASHINGTON und EUREKA gezogen. Auch deren jeweils fünf Personenwagen tragen in US-amerikanischer Tradition jeweils einen Namen:
- Zug Nr. 1: W. F. Cody ist der bürgerlich Name von Buffalo Bill. Die Wagen des Zuges sind nach Städten des „Wilden Westens“ benannt: Silverton, Durango, Denver, Wichita und Cheyenne.
- Zug Nr. 2: C.K. Holliday war der Gründer der Atchison, Topeka and Santa Fe Railway. „Sein“ Zug ist ein Ausflugszug aus dem 19. Jahrhundert. Die Wagen sind deshalb nach bekannten Ausflugsorten der damaligen Zeit benannt: Coney Island, Atlantic City, Chesapeake, Long Island und Niagara Falls.
- Zug Nr. 3: George Washington in den Farben blau, weiß und rot (die Farben der Staatsflaggen sowohl der Vereinigten Staaten als auch Frankreichs). Die Namen der Wagen beziehen sich auf Orte, die im Leben des ersten US-amerikanischen Präsidenten wichtig waren: Mt. Vernon, Boston, Philadelphia, Yorktown und Valley Forge.
- Zug Nr. 4: Eureka ist eine Transkription des altgriechischen „Heureka“ (altgriechisch εὕρηκα [hɛːǔ̯rɛːka]), was bedeutet: „Ich hab es gefunden“. Es ist das Staatsmotto des „Goldgräberstaates“ Kalifornien und bezieht sich hier auf den – sicher in den seltensten Fällen in Altgriechisch getätigten – Ausruf des Goldgräbers nach erfolgreicher Suche. Die Wagen sind nach kalifornischen Städten benannt: San Francisco, Los Angeles, Monterey, San Diego und Sacramento.

Die Personenwagen sind überdachte, halb offene Abteilwagen mit Ein- und Ausstiegen lediglich auf einer, der dem Park zugewandten Seite. Nach dorthin sind die Wagen im Bereich der Fenster und Türen offen, auf der anderen Seite verglast.

## Verkehr
Die Bahn wurde zusammen mit dem Vergnügungspark am 12. April 1992 eröffnet. Sie verkehrte bis 1994 unter dem Namen Euro Disneyland Railroad. Es besteht ausschließlich Personenverkehr. Die Zahl der eingesetzten Züge richtet sich nach dem Besucherandrang, ohne festen Fahrplan. Für eine Runde benötigt ein Zug etwa 20–25 Minuten, wobei die Höchstgeschwindigkeit 30 km/h beträgt. Die Bahn dient als eigene Attraktion des Parks, aber auch um zwischen den einzelnen Themenbereichen des Parks zu wechseln. Die Züge halten grundsätzlich an jedem der vier Haltepunkte.
Der Wechsel der Fahrgäste erfolgt, indem zunächst die aussteigenden Fahrgäste Zug und Bahnsteig verlassen und erst dann die zusteigenden Fahrgäste auf den Bahnsteig gelassen werden. Die Türen der Wagen werden vor der Fahrt von Hand durch das Personal verschlossen und verriegelt. Diese Art der Abfertigung ist extrem aufwändig und auf ein Publikum abgestimmt, das die Nutzung einer Eisenbahn nicht gewohnt ist. Die durchschnittliche Reisegeschwindigkeit liegt deshalb unter 10 km/h.
Die Züge verkehren im Uhrzeigersinn. Nach dem Haltepunkt Main Street, U.S.A. folgt ein Tunnel, in dem ein Diorama des Grand Canyon gezeigt wird. Dann fährt der Zug am Rand des Themenparks Frontierland entlang und hält dort im Haltepunkt Frontierland Depot, der einem Bahnhof im Wilden Westen nachempfunden ist. Anschließend bietet die Rundfahrt einen Blick auf die Installation Indiana Jones und der Tempel des Schreckens. Es folgt ein Tunnel unter der Attraktion Fluch der Karibik der einen Blick auf die „Piratenschätze“ erlaubt. Nächster Halt ist Fantasyland. Dieser Bahnhof ist britischer Bahnhofsarchitektur nachempfunden. Der letzte Halt erfolgt in Discoveryland, dieser ist im Stil „futuristisch“ gehalten. Dann kehrt der Zug wieder Main Street, U.S.A. zurück.

## Galerie

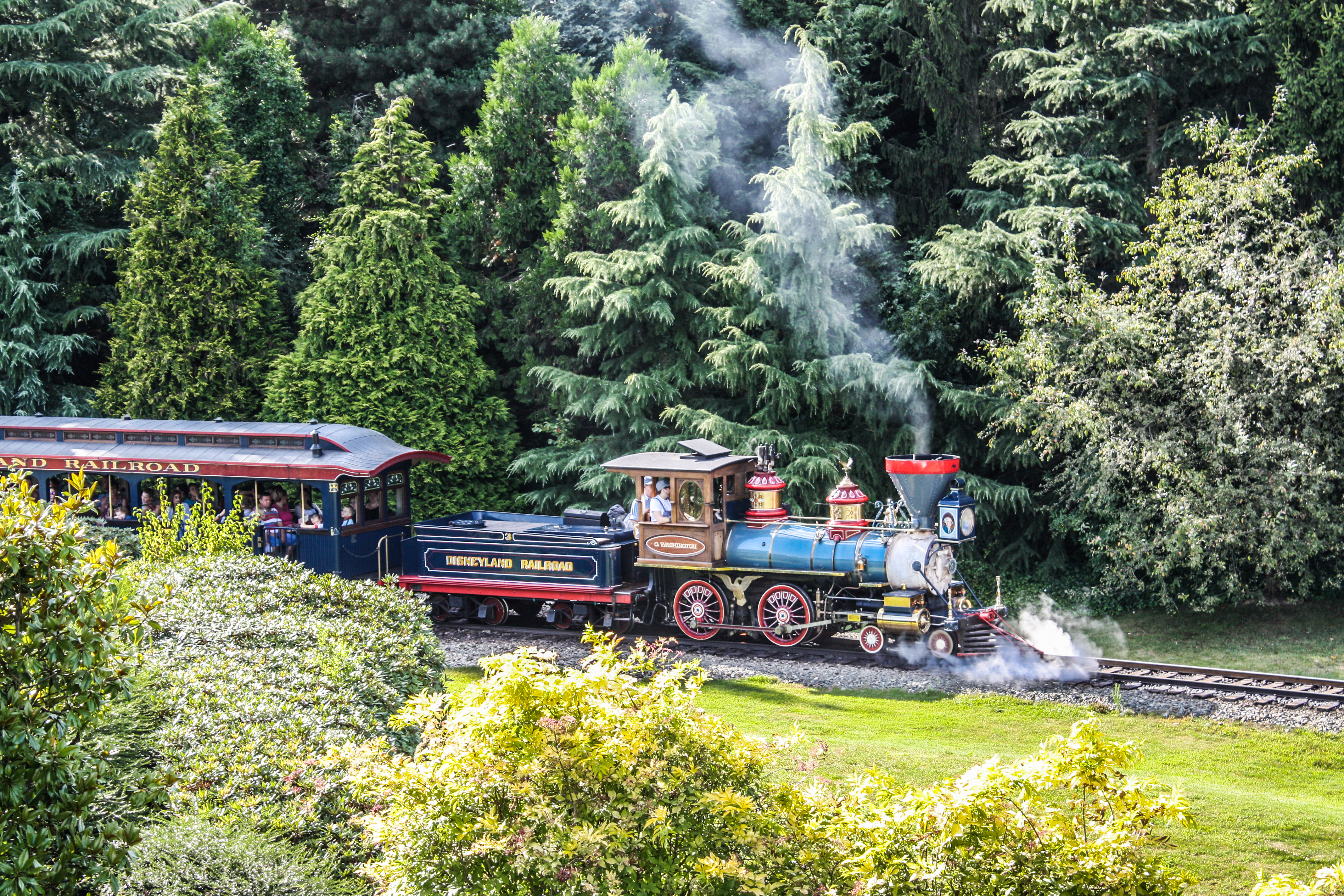
George Washington unterwegs
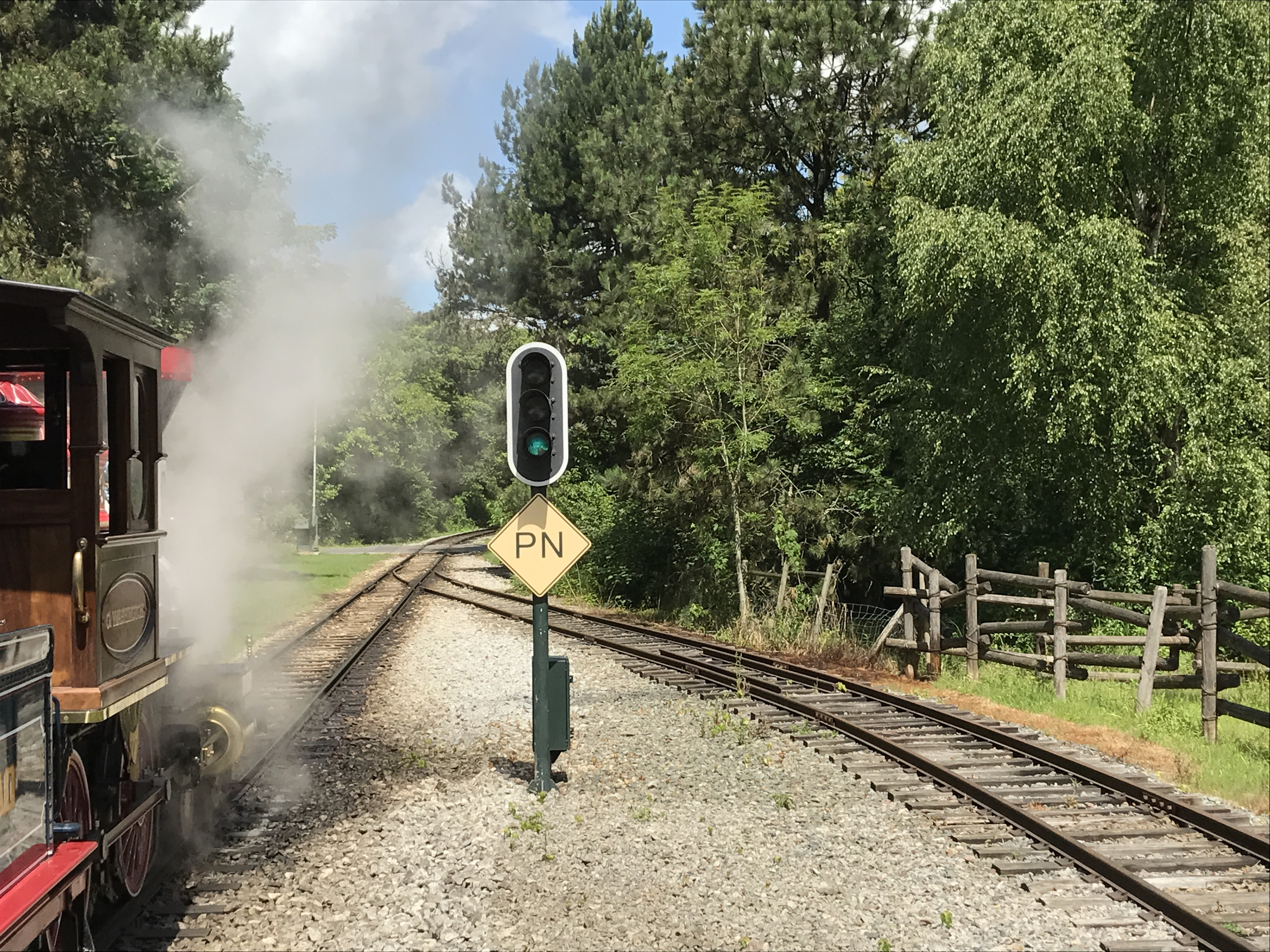
Signal
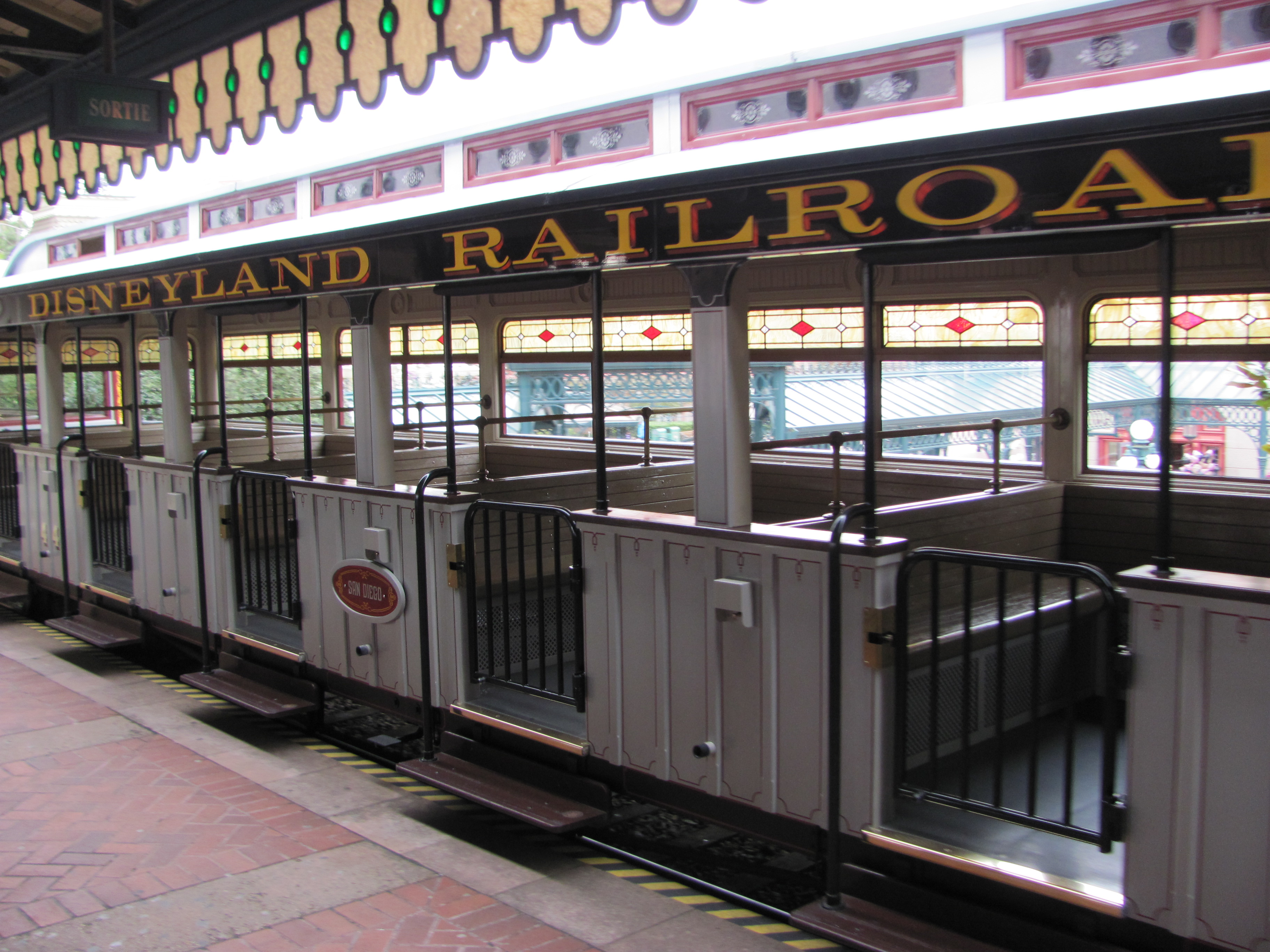
Ein Personenwagen

### Fotoseiten
- Photos Magiques – Main Street Station / Frontierland Depot / Fantasyland Station / Discoveryland Station

### Fanseiten
- DLRP Magic – Main Street Station / Frontierland Depot / Fantasyland Station / Discoveryland Station

- DLRP Synopsis – Disneyland Railroad (Memento vom 20. Juli 2011 im Internet Archive) / Frontierland Depot
- Designing Disney – Main Street Station / Trains
- Mouseland.de - Disneyland Railroad

### Videos
- YouTube – Disneyland Railroad, Tour Complet